# Media Go
Media Go — программный мультимедиаплеер, разработанный компанией Sony Creative Software. Был анонсирован на шоу E3 2009. Работает только под Windows. Media Go позволяет управлять контентом мобильных продуктов Sony, таких как мобильные телефоны Sony Ericsson и PlayStation Portable, в стиле подобном тому как iTunes управляет медиаконтентом для мобильных устройств Apple.

## Описание
Media Go автоматически синхронизирует контент с совместимым устройством; в зависимости от возможностей устройства, это могут быть: изображения, музыка, видео, аудио (в том числе аудиокниги), плей-листы, игры и подкасты.
Как и многие другие мультимедиа-плееры, Media Go может конвертировать CD-треки в используемый формат и автоматически скачивать обложки альбомов из Сети.
Официальная поддержка Media Go была прекращёна в октябре 2016 года, с отключением возможности доступа приложения к PlayStation Store.